# Acton (Australian Capital Territory)
Acton is een wijk (een zogenaamde suburb) van de Australische hoofdstad Canberra (ACT) en telde 1993 inwoners volgens de census van 2011. De campus van de Australian National University beslaat het grootste deel van Acton, maar ook het National Film and Sound Archive, het National Museum of Australia en een afdeling van het CSIRO zijn er gevestigd.
In 2022 was Acton - met 20.1 jaar - de plaats met de laagste mediane leeftijd in Australië (landelijk: 38.5), als gevolg van de grote populatie studenten en/of militair personeel.

## Ligging
Acton bevindt zich in het stadsdeel North Canberra ten westen van de wijk Civic, het central business district van de stad. In het westen wordt de wijk begrensd door de Black Mountain en in het zuiden door het Lake Burley Griffin.
| Suburbs rondom Acton | Suburbs rondom Acton | Suburbs rondom Acton | Suburbs rondom Acton | Suburbs rondom Acton |
| -------------------- | -------------------- | -------------------- | -------------------- | -------------------- |
|                      |                      | O'Connor             |                      | Turner               |
|                      |                      |                      |                      |                      |
| Black Mountain       | Civic                |                      |                      |                      |
|                      |                      |                      |                      |                      |
| Yarralumla           |                      | Lake Burley Griffen  |                      |                      |